# Friedrich Weber (Oberland)
Friedrich Weber, född 30 januari 1892 i Frankfurt am Main, Hessen, Kejsardömet Tyskland, död 19 juli 1955 i Frankfurt am Main, Hessen, Västtyskland, var en tysk veterinär och tidig anhängare till Adolf Hitler. Under 1920-talet ledde Weber kamporganisationen Bund Oberland.

## Biografi
Friedrich Weber studerade till veterinär i München. Han deltog i första världskriget knuten till ett bayerskt regemente. 1919 deltog han under Franz von Epps befäl i kväsandet av Bayerska rådsrepubliken. År 1921 bildade några sektioner av frikåren Freikorps Oberland kamporganisationen Bund Oberland, vars ledare Weber så småningom blev. Bund Oberland strävade efter ett samarbete med NSDAP och bildade 1923 med detta parti och ett antal andra nationalistiska grupper Deutschen Kampfbund; Hitler utsågs till dess ledare. Bund Oberland och Friedrich Weber deltog i den misslyckade ölkällarkuppen den 8 och 9 november 1923, och Weber dömdes tillsammans med bland andra Hitler den 1 april 1924 till fem års fängelse att avtjänas på fästningen i Landsberg.
Weber släpptes dock redan 1925 och etablerade året därpå, 1926, en egen veterinärpraktik i Euerdorf. Den 30 januari 1933 utnämndes Hitler till tysk rikskansler, och det nazistiska maktövertagandet var ett faktum. 1934 utsågs Weber till Riksledare för de tyska veterinärerna. Senare samma år blev han ministerialråd i det tyska inrikesministeriet. Weber förlänades 1944 honorärgraden SS-Gruppenführer.
Efter andra världskrigets slut greps Weber av amerikansk militär och internerades i ett arbetsläger. Han frisläpptes 1948 och verkade till sin död 1955 som veterinär. Han ägnade sig bland annat åt boskapsinsemination.